# میشل اوچبو
میشل اوچبو (هلندی: Michael Uchebo؛ زاده ۲ فوریهٔ ۱۹۹۰) یک بازیکن فوتبال اهل نیجریه است.